# Mateo Arias
Mateo Arias (ur. 31 października 1995 w Stanach Zjednoczonych) – amerykański aktor. Jest znany z roli Jerry'ego w serialu Z kopyta. Jego ojciec to Irańczyk, a matka to Kolumbijka. Jego starszym bratem jest Moisés Arias, także aktor.

## Filmografia
- Z kopyta (od 2011) – jako Jerry Martinez
- Dowody zbrodni (2009) – jako Gabriel Ariza
- Hannah Montana (2007) – jako Angus
- Drake i Josh (2007) – jako Reggie
- Twoje, moje i nasze – jako Bully Kid